# Tour della nazionale maschile di rugby a 15 dell'Irlanda 1991
Tra le due edizioni della Coppa del mondo di rugby  del 1987 e del 1991, la nazionale irlandese di rugby a 15 si è recata in tour in alcune occasioni.
Nel 1991, in preparazione ai mondiali si effettua un tour in Namibia, subendo due clamorose sconfitte.

## Il team
- Tour Manager: K.E. Reid
- Team Manager: Ciaran Fitzgerald
- Assistant Manager: John Moloney
- Preparatore atletico: Eddie O'Sullivan
- Capitano: Philip Matthews

### Tre-Quarti
| - Fergus Aherne (Lansdowne FC) - Nicky Barry (Garryowen FC) - D.J. Clarke (Dolphin RFC) - Keith Crossan (Instonians) - Vince Cunningham (St. Mary's College RFC) | - Simon Geoghegan (London Irish) - Kenny Murphy (Cork Constitution) - Brendan Mullin (Blackrock College RFC) - Rob Saunders (London Irish) - Jim Staples (London Irish) - Richard Wallace (Garryowen FC) |

### Avanti
| - John Fitzgerald (Young Munster) - Des Fitzgerald (Lansdowne FC) - Neil Francis (Blackrock College RFC) - Mick Galwey (Shannon RFC) - Gary Halpin (Wanderers FC) - Gordon Hamilton (North of Ireland FC) - Terry Kingston (Dolphin RFC) | - Donal Lenihan (Cork Constitution) - Noel Mannion (Lansdowne FC) - Phillip Matthews (Wanderers FC) - Pat O'Hara (Sunday's Well) - Nick Popplewell (Greystones RFC) - Brian Rigney (Greystones RFC) - Brian Robinson (Ballymena RFC) - Steve Smith (Ballymena RFC) |

## Risultati
Sistema di punteggio:  meta = 4 punti, Trasformazione=2 punti. Punizione =  3 punti. drop = 3 punti. 
| Windhoek 17 luglio 1991 | Namibia B | 16 – 45 | Irlanda XV | South West Stadium |

| Arbitro: | Clive Norling |

|           |      |              |
| Stoop     | mt   | meta tecnica |
| Coetzee   | tr   | Mullin       |
| Coetzee 2 | c.p. |              |
| Coetzee   | drop |              |

| Keetmanshoep 23 luglio 1991 | Namibia South | 4 – 35 | Irlanda XV |  |

| Arbitro: | Clive Norling |

|                                      |      |                     |
| Barnard, Coetzee Mans, Maritz, Stoop | mt   | Cunningham, Staples |
| Coetzee 3                            | tr   | Staples 2           |
|                                      | drop | Curtis              |